# Silvio Zonzini
Silvio Zonzini (Città di San Marino, 9 maggio 1959) è un ex ciclista su strada sammarinese.
È l'unico ciclista del suo paese ad aver partecipato a due campionati del mondo su strada professionisti, nel 1988 a Ronse e nel 1989 a Chambéry.
Ha disputato 25 gare tra i professionisti sia su strada che nel ciclocross, vestendo le divise di Alfa Lum-Legnano-Ecoflam e Verynet-FNT-Juvenes San Marino (poi divenuta GIS Gelati e Mercatone Uno); in seguito ha svolto attività agonistica nella mountain bike.
Ha pubblicato 3 libri:
“L'emigrazione di Lorenzino ciclista Marrano Sammarinese “ ISBN 977-88-91101-20-4
”Il Marranesimo inconsapevole dei Sammarinesi e le correlazioni con i cognomi di Israele”  ISBN 978-88-92684-53-9
”L'emigrazione di Lorenzino ciclista Marrano Sammarinese - edizione illustrata” ISBN 978-88-92684-52-2

## Piazzamenti

### Competizioni mondiali
- Campionati del mondo su strada

Ronse 1988: ritirato
Chambéry 1989: ritirato